# Лопатинська селищна територіальна громада
Лопатинська селищна громада — територіальна громада в Україні, в Шептицькому районі Львівської області. Адміністративний центр — селище Лопатин.
Площа громади — 377,7 км², населення — 12 319 мешканців, з яких 8 984 - сільське населення, 3 335 - міське.

## Населені пункти
До складу громади входять селище Лопатин та 27 сіл:
- Адамівка
- Барилів
- Батиїв
- Бебехи
- Березівка
- Волиця-Барилова
- Грицеволя
- Завидче
- Загатка
- Корчівка
- Куликів
- Кустин
- Миколаїв
- Нивиці
- Новоставці
- Підмонастирок
- Пустельники
- Романівка
- Руденко
- Сморжів
- Старий Майдан
- Стирківці
- Стремільче
- Трійця
- Увин
- Хмільно
- Щуровичі[2]